# Columbario de Pomponio Hilas

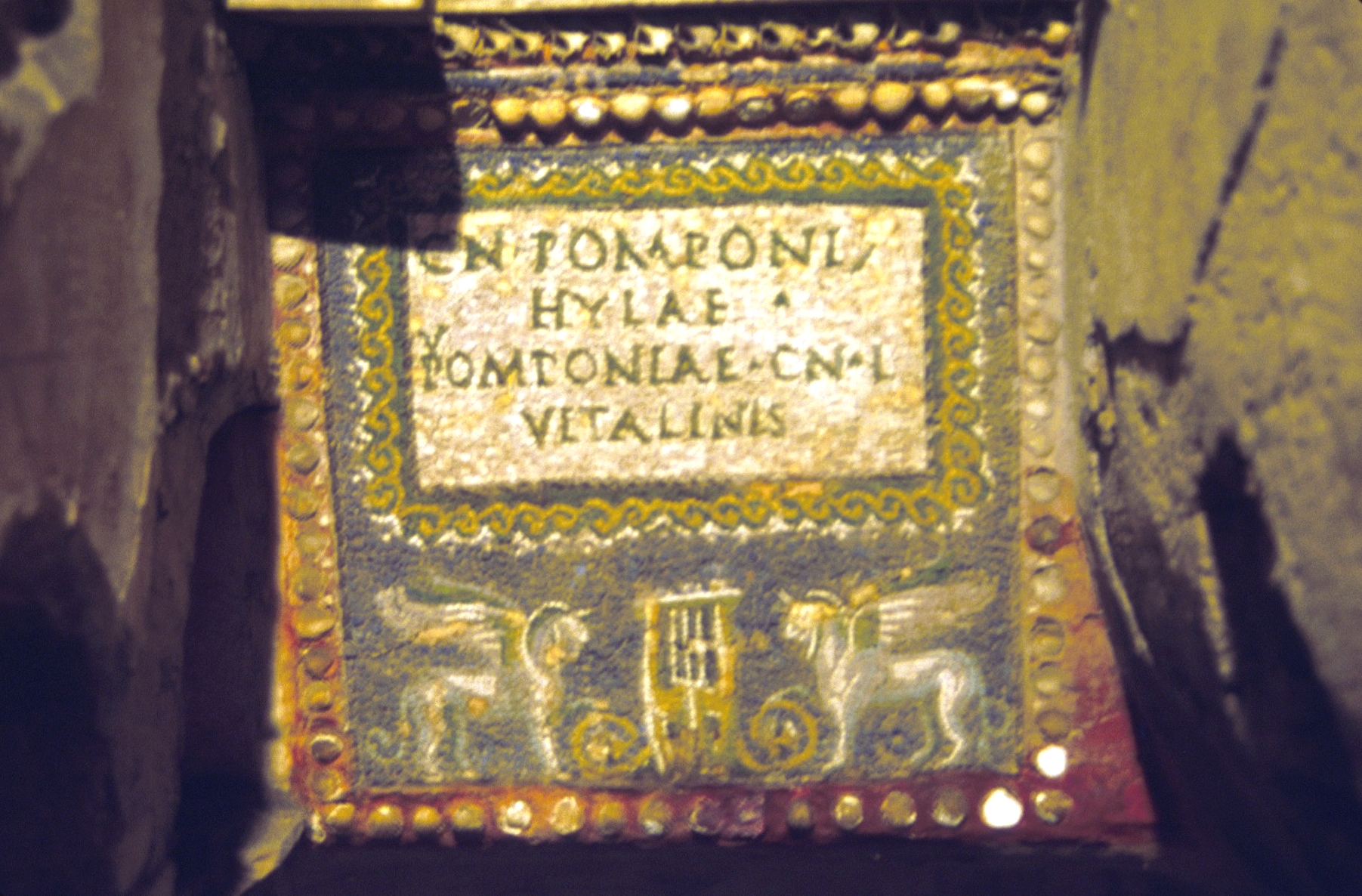
El columbario de Pomponio Hilas en la vía di Porta Latina.

El Columbario de Pomponio Hilas es un columbario romano del siglo I, ubicado cerca de la Porta Latina en la Vía di Porta Latina, Roma, Italia. Fue descubierto y excavado en 1831 por Pietro Campana.
Aunque su nombre deriva del de Pomponio Hilas, que vivió durante la dinastía flavia (69-96 d. C.), el edificio se ha datado entre los años 14 y 54 d. C. gracias a las inscripciones de dos nichos (uno dedicado a un liberto de Tiberio y el otro a otro liberto, este de Claudia Octavia, hija de Claudio y Mesalina). Más tarde fue comprado por Pomponio Hilas para sí mismo y su esposa, y le añadió el panel de mosaico sobre los escalones de la entrada, decorado con grifos, que reza:

CN(aei) POMPONI HYLAE E(t) POMPONIAE CN(aei) L(ibertae) VITALINIS

(De Gneo Pomponio Hilas y Pomponia Vitalinis la liberta de Gneo)

La inscripción tiene una V, que significa vivit ‘vive’, sobre el nombre de Pomponia, que indica que estaba viva cuando se añadió el panel. 